# Pedro Troglio
Pedro Troglio (sinh ngày 28 tháng 7 năm 1965) là một cầu thủ bóng đá người Argentina.

## Đội tuyển bóng đá quốc gia Argentina
Pedro Troglio thi đấu cho đội tuyển bóng đá quốc gia Argentina từ năm 1987 đến 1990.

## Thống kê sự nghiệp
| Đội tuyển bóng đá Argentina | Đội tuyển bóng đá Argentina | Đội tuyển bóng đá Argentina |
| Năm                         | Trận                        | Bàn                         |
| --------------------------- | --------------------------- | --------------------------- |
| 1987                        | 1                           | 0                           |
| 1988                        | 3                           | 1                           |
| 1989                        | 8                           | 0                           |
| 1990                        | 9                           | 1                           |
| Tổng cộng                   | 21                          | 2                           |